# 雅努斯神廟

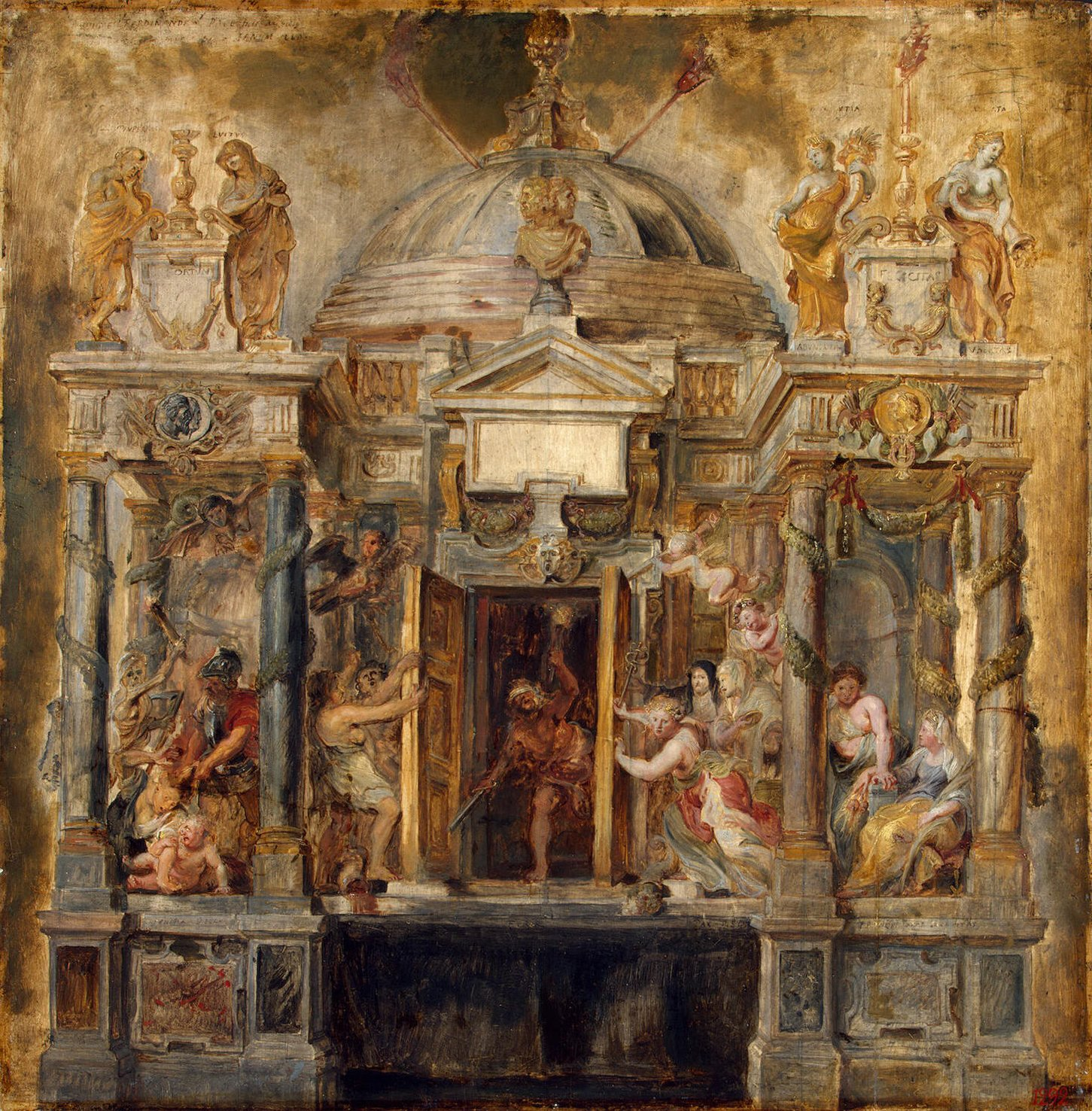
鲁本斯于1635年所绘雅努斯神庙，现藏艾米塔什博物馆

雅努斯神廟（拉丁語：Templum Janus）是位於古羅馬艾米利亞巴西利卡附近的一座神殿，位於阿及雷多路沿線，供奉雅努斯（Janus），雅努斯是象徵邊界與開端的神。神殿的門被稱作「雅努斯之門」（Gates of Janus），在和平時期關閉；戰爭時期打開。關於其最初創建目的有很多種說法：有人說它是橫跨Velabrum的一座橋；也有人說它是通往卡庇托林山的大門。

## 建造背景
根據蒂托·李維的《羅馬史》1.19，羅馬王政時期的第二任國王努瑪·龐皮留斯，他是位虔誠且愛好和平的國王，與前任國王羅慕路斯的好戰相反。
他決定透過向羅馬人民灌輸對神祇的敬畏與崇敬之情，緩解他們的暴力傾向。他的計畫包括推廣宗教、某些祭司制度以及建造神廟，以此來分散人民注意力，是努瑪最著名的建築計畫。

## 歷史學家描述
普魯塔克的《Life of King Numa》寫道：
[雅努斯] 在羅馬有那麼一座雙面都具有門的神廟，人們稱其為戰爭之門，因為它在戰爭時期總時開著；而和平時期關閉。後者是件難以發生的事情，因為這個國家總是陷入戰爭，它的面積不斷擴大，導致它與周圍的未開化的國家發生衝突。但在奧古斯都時代，他推翻了馬克·安東尼之後，它就被關閉了。在此之前，在馬爾庫斯·阿蒂利烏斯·雷古魯斯和提圖斯·曼利烏斯擔任執政官期間，它也曾短暫關閉過；但戰爭隨即再次爆發，門因而又被打開了。

## 外觀和結構
雅努斯神廟是一座小廟，只能容納一尊青銅神像。組成這座神殿的磚頭的一小部分可以在古羅馬廣場的艾米利亞巴西利卡旁、阿及雷多路旁找到。羅馬硬幣上出現的各種建築風格暗示了重建的大致日期；西元前三世紀和四世紀均有發現。拜占庭帝國學者普羅科匹厄斯描述道：「這座神殿全部由青銅製成，呈正方形，但它的大小剛好能遮蓋住雅努斯的雕像……由青銅製成，高度不少於五肘」。還有一些特徵可以從羅馬世界的物品中找到，其中最著名的是為尼祿皇帝鑄造的硬幣。這些硬幣將雅努斯神廟描繪成一座小型矩形建築，有兩扇門和兩根柱子，外面是方石（Ashlar）砌成的，裡面只有銅板。這顯示資料來源有差異，導致人們認為只有聖殿內部才是青銅器。斯巴達的雅典娜神殿和德爾斐的阿波羅神殿也是這樣建造的。神殿的藝術風格受到伊特拉斯坎建築和近東的影響。

## 大門的用途
大門本身就是雅努斯神殿的主要用途。
大門的開啟和關閉象徵著戰爭或和平。雅努斯神廟與戰爭和宗教傳統緊密相關。古今學者一致認為，大門平時關閉，戰時開放。雖然人們已經認識到了它的用途，但打開和關閉大門背後的原因卻很模糊。維吉爾和昆圖斯·恩紐斯都說過，在和平時期，關閉寺廟內的大門能平息不和與憤怒。昆圖斯的《編年史》中寫道「邪惡的不和打破了戰爭的鐵柱和大門」。維吉爾的這句話支持了這個觀點：「戰爭有兩道大門…守衛雅努斯不會離開他所處的界線」。
賀拉斯並沒有使用牢籠的意象，但可以解讀為是在說「和平」或者雅努斯本人真的被鎖在神廟裡。羅馬人本身對此問題的不明確顯示了他們的神話歷史具有變化性。然而，羅馬人認為，關閉雅努斯神殿的大門是羅馬統治者的慶祝和驕傲的時刻。正奧古斯都如三次關門的記載所證明的那樣。

## 早期大門的使用
在努瑪統治期間，雅努斯之門因羅馬保持和平而關閉。下一任國王圖路斯·荷提里烏斯在與阿爾巴隆伽交戰時打開了雅努斯之門。在接下來的四百多年年裡，雅努斯之門一直敞開，直到第一次布匿戰爭結束後，執政官Manlius Torquatus於公元前 241 年關閉了雅努斯之門。直到公元前29年，馬克·安東尼和克麗奧佩脫拉七世去世後，它們才再次關閉。
《奧古斯都神的功業》以第一人稱記述了奧古斯都的一生，其中寫道：
 我們的祖先希望，每當羅馬帝國在陸地或海洋取得勝利，確保和平後，就關閉雅努斯之門。據記載，在我出生之前，自羅馬城建立以來，雅努斯奎裡努斯門共關閉過兩次，但元老院下令，在我擔任第一公民期間，雅努斯之門必須關閉三次。
根據卡西烏斯·狄奧的記述（51.20 和 53.27），我們能夠確定奧古斯都統治時期的頭兩次關閉時間分別為公元前 29 年和公元前 25 年。第三次關閉的具體日期仍是學術界爭論的問題。迄今為止，唯一的古代作者是保盧斯·奧羅修斯，他將這一事件與耶穌誕生聯繫起來，將日期其定為公元前 12 月 1 日（但可能錯誤）。
然而，現代學者幾乎一致否定了奧羅修斯的觀點，因為當時羅馬軍隊正在日耳曼或遠東地區作戰。伊內茲·斯科特·賴伯格 (Inez Scott Ryberg)和蓋烏斯·斯特恩 (Gaius Stern) 根據奧古斯都和阿格里帕在平定各行省後共同返回羅馬的情況，將第三次關閉的時間更合理地定為公元前 13 年。 學家羅納德·塞姆認為，羅馬皇帝提比略的勝利和第二次執政時期是關閉羅馬城的時間，但這一年發生的事件在卡西烏斯·狄奧現存手稿的空白處丟失了。

## 外部連結
- 雅努斯神殿簡介（英語）